# 2024年12月澳門
2024年12月澳門是指澳門在2024年12月發生的重大新聞事件。

## 12月1日
- 澳門特別行政區第六屆政府主要官員亮相，當中保安司司長黃少澤留任成為澳門特別行政區政府「三朝司長」、行政法務司司長張永春續任，第五屆政府社文司司長歐陽瑜調職至審計署[1]。
- 博彩監察協調局公布，十一月份幸運博彩毛收入有一百八十四億三千八百萬元，較去年同期多近二十四億元，增長百分之十四點九。十一月較十月則下跌逾一成一[2]。

## 12月2日
- 連接橫琴口岸至路氹城的澳門輕軌橫琴線正式通車[3]。
- 澳門立法會舉行全體會議進行各項口頭質詢。社會文化司司長歐陽瑜表示，澳門協和醫院正在持續招聘人員，副院長李偉成提及，已開展一輪本地專科醫生招聘，包括腫瘤科和放射治療科已招到各一名於1日起上班，但不幸是有的確沒有人報名或合資格的，如麻醉醫生和超聲波醫生[4]。
- 原蓮峰體育中心用地興建市民運動公園規劃有新進展，運輸工務司司長羅立文表示，項目將分兩期興建，預計2025年首季完成工程圖則設計，第二季有條件就首期工程（近青洲一側）招標[5]。新城A區交通問題繼續引起議員關注，羅司回應明言A區現交通問題不可能完成解決，日後居民遷入和學校啟用也一定塞車，實只有「神仙」才有救，至於新城A區公屋群上樓後將開辦新巴士路線往返[6]。
- 第五任澳門特區行政長官賀一誠正式委任宋敏莉為澳門特別行政區終審法院院長[7]。

## 12月3日
- 文化局對全澳第一批共400件／套動產啟動評定程序，進行為期30日的公開諮詢[8]。
- 澳門立法會舉行全體會議，多名議員收到人工智能換臉豔照勒索電郵。保安司司長黃少澤表示，澳門司警已作報告並安撫議員們說：「放心！（豔照）嗰身體唔係你嘅，臉係你嘅！」[9] 失業率維持低水平，經濟財政司司長李偉農表示市場就業情況已改善[10]；針對外賣平台佣金比例偏高損害商號合理利潤的問題，政府認為由商會牽頭組織商戶與平台協商解決，是否由政府介入規管將作研究[11]。
- 中山客運口岸計劃於2025春節前開設往返澳門氹仔客運碼頭航線[12]。

## 12月4日
- 運輸工務司司長羅立文批示，把澳門葡文學校現在的土地無償批給澳門土生教育協進會[13]。
- 交通事務局宣佈澳門正式加入交通聯合（“全國交通一卡通互聯互通”），澳門通股份有限公司同日起推出帶有“交通聯合”標識的“澳門通—全國通”卡，而全澳公共巴士同日起接受由中國大陸及香港發行，帶有“交通聯合”標誌的全國通卡拍卡支付車資，但不享有車資優惠[14]。
  - 中區社區服務諮詢委員會引述市政署表示，澳門半島南岸海濱綠廊第二期（嘉樂庇總督大橋以西至融和門）的第一區工程即將動工，計劃2025年第三季竣工[15]。

## 12月5日
- 「澳門戶外表演區」的「預熱音樂會」即將在12月28日舉行，由一間香港電視台承辦，預算大約2,000多萬元，入場票將會公開發售，澳門居民有一定的優惠。表演區試營運暫定一年，由文化局負責[16]。
- 新一代澳門居民身份證在亞洲高安全性印刷（High Security PrintingTM Asia）會議上獲頒2024年最佳新身份證（Best New ID Card）獎[17]。
- “橫琴出行”小程序正式上線，實現與澳門出行App交通資訊互通[18]。

## 12月6日
- 公共建設局網站公佈，內港南雨水泵站及下水道工程第二期完工，第三期工程預計於2025年6月完工，工程整體完成約八成[19]。
- 澳門輕軌東線ES1站設計作出修改，配合獲得V形地、車站西移及地下空間的施工，原關閘廣場東側客運站將搬遷至原特警總部大樓並建造臨時上落客停泊區[20]。
- 澳門特別行政區終審法院院長宋敏莉在第五任行政長官賀一誠監誓下正式就職，為期三年[21]。
- 澳門協和醫院計劃2025年首季開啟住院服務，分階段籌建及開啟ICU等住院服務以及提供25個專科門診服務[22]。
- 澳門立法會第二常設委員會完成審議《2025年財政年度預算案》法案並簽署意見書，將排期在政府換屆前的全體大會上細則性表決通過。法案內超過5億或以上工程包括輕軌東線項目、新城A區中央道路共同管道建造工程、人工島污水處理設施建造工程等[23]。

## 12月7日
- 2024幻彩耀濠江正式登場，開幕式於南灣湖水上活動中心舉行，雲集全球多地藝術家精心打造穿越時空的光影盛宴，與居民和旅客同賀雙慶，促進社區旅遊及夜間經濟，豐富世界旅遊休閒中心內涵[24]。
- 澳門戶外表演區舉行試營運儀式，預熱音樂會將於12月28日舉行，屆時會邀請多名港澳、中國大陸及韓國知名歌手藝人參演，澳門居民享有票價優惠[25]。對於造價方面近億元，文化局表示因應場地較大及基建配套等需要，已以非常節儉樸素、善用公帑來打造。場地基本維護費用稍後再公佈，並已納入部門預算中[26]。

## 12月9日
- 澳門航空成立30年來再度增資，根據澳門立法會第二常設委員會的意見書披露，政府指澳航目前經營十分艱難、有重大虧損、資金流動性緊張等，增資將可緩解其資金需求及滿足法律要求[27]。
- 澳門大學橫琴粵澳深度合作區校區舉行交地暨奠基儀式，第五任行政長官賀一誠出席並致辭時表示，澳大深合區校區的建設，將進一步推動澳門更好、更快融入國家發展大局，標誌著澳琴兩地聯動發展、深度合作邁向新的里程碑，具有重大意義[28]。
- 台山社屋嘉翠麗大廈B座、C座拆卸後土地將交予市政署利用，市政署未有表明將會用於甚麼設施，僅表示將積極配合規劃部門，整體考慮台山社區的休憩環境，完善休憩設施空間[29]。

## 12月10日
- 政府公布「澳門戶外表演區」收費表，入場人數三萬或以上，演出當日的收費為五十萬元，三萬以下為卅五萬元，未來一年收費為金額的百分之七十五[30]。
- 澳門特別行政區成立二十五周年紀念前夕，兩間船公司噴射飛航及金光飛航分別發出通告呼籲旅客提早並預留充足時間行程，據報港珠澳大橋亦需預留時間接受加強檢查[31]。
- 澳門理工大學教研樓揭幕，大樓樓高13層，建築面積約3.7萬平方米，設圖書館、課室及實驗室等[32]。

## 12月11日
- 配合澳門特別行政區成立二十五周年紀念系列慶祝活動舉行，廣東省珠海市於港珠澳大橋東人工島由13日08時至22日24時設立臨時檢查站，安檢從香港入境澳門和珠海的人、車及攜帶物品[33]。
- 澳門特別行政區成立二十五周年紀念官方主題曲《傳源》正式發布。主題曲以粵語為主，結合中華旋律和澳門特色，以“同一個根源”為主題，強調中華民族的團結和凝聚力，展現澳門與祖國共同發展的歷史和未來[34]。
- 澳門半島南岸海濱綠廊第二期首區工程月內動工，市政署表示，項目內有預留空間可增加設置供澳門海上遊使用的上落客碼頭，在澳門科學館那邊也有，但是否做則屬商業機構去投資考量[35]。
- 第五屆政府經濟財政司司長李偉農即將卸任並表揚轄下領導及人員，他提及，疫情期間，財政局及勞工局與司長辦的同事廢寢忘餐，構想及推出多項援助措施，先後多次修改財政預算案，調撥財政儲備資源，以保民生、保就業[36]。
- 第五任行政長官賀一誠接受中新社等媒體訪問時表示，澳門特區政府不遺餘力推動非博彩元素發展，澳門現已不是以博彩業為主的城市，逐漸展現出多元發展的特點[37]。

## 12月12日
- 數字澳門元「原型系統」成功構建，澳門金融管理局表示將會循序漸進推進工作，在基礎設施穩妥齊備，經過全面測試，確保風險可控時，才會全面推出數字澳門元[38]。同日舉行「慶祝數字澳門元原型系統成功構建暨數字澳門元白皮書發佈儀式」，經濟財政司指數字澳門元的研發旨在更好地與國際接軌，對澳門的經濟、金融乃至社會發展具有深遠意義[39]。
- 新城D區填海重啟，公共建設局回覆澳門立法會議員質詢時透露，D區的島式方案照舊，不會修改。另重申暫未有規劃興建澳門至氹仔第五條跨海連接通道[40]。
- 大潭山隧道及其連接線設計連建造工程 – 北連接線工程公開開標，共收到11份標書。經開標程序後，全部標書被接納。工程造價介乎4億1千3百萬澳門元至4億3千8百萬澳門元，施工期均為540工作天[41]。

## 12月13日
- 澳門特別行政區第六屆政府行政會11名成員名單公布，當中宋碧琪為最年輕、唯一女性委員，區安利為資歷最深的委員[42]。
- 澳門特別行政區政府於澳門保安部隊高等學校舉行南京大屠殺死難者國家公祭日悼念儀式[43]。
- 第五任行政長官賀一誠先後走訪視察草堆街、新馬路一帶，瞭解區內片區活化項目、商戶營運等情況，並與現場的居民和旅客親切交流[44]。
- 澳門司警總結與中華人民共和國公安部同步就聯動打擊「換錢黨」行動階段性成果。綜看2024年5月與公安部全面部署打擊「換錢黨」以來，司警多次「清蟻」行動中共查獲133名換錢黨，自2024年10月《打擊不法賭博犯罪法》生效後，首月共拘捕84人[45]。

## 12月14日
- 新華社發出新聞稿，指中共中央總書記習近平將於2024年12月18日至20日出席慶祝澳門回歸祖國25周年大會暨澳門特別行政區第六屆政府就職典禮，並視察澳門特別行政區[46][47]。

## 12月15日
- 保安司司長辦公室網站「安全與您」欄目發出標題為「警民同心保安全　平安歡樂度節日」的文稿。當局提前做好應對慶典及大型活動的準備工作，將按實際情況啟動跨部門聯合行動指揮中心。當局密切關注社會治安的發展趨勢，持續做好風險評估和情報分析工作，竭力防範及遏止各項安全威脅，避免不法分子伺機作案[48]。
- 近期但凡有政府高官出席的官方活動大多列明僅讓日報周報、電視電台及通訊社進場採訪之新「慣例」。新聞局回覆澳門立法會議員質詢指因特區知名度不斷上升，境外傳媒對官方活動採訪需求日益增加所致[49]。

## 12月16日
- 澳門立法會細則通過《勞動關係法》修法草案，用於計算不以合理理由解僱賠償的月基本報酬的最高金額由2.1萬調升至2.15萬元，法律自公布翌日起生效[50]。涉及每位納稅人的《核准〈稅務法典〉》法案全案在立法會大會毫無意見下全票細則性通過，內涵蓋總則、稅務法律秩序、稅務法律關係、稅務程序、稅務訴訟程序，以及稅務執行程序六編[51]。同日亦細則通過《二○二五年財政年度預算案》法案[52]。
- 第五屆政府經濟財政司司長李偉農任內最後一次出席立法會全體會議，向一眾議員發言並鞠躬致謝，認為即使看法有時不同亦目標一致，雙方互動的都是「真誠嘅思想碰撞」。會後他更由與勞工界四子自拍，拍到最後與眾議員在議事廳大合照留念，在低溫下暖暖告別[53]。
- 《澳門特別行政區公報》刊出兩份行政長官批示，為慶祝澳門特別行政區成立二十五周年紀念，豁免乘客在十二月二十日支付輕軌公共客運服務、道路集體客運公共服務的費用[54]。

## 12月17日
- 重點落實公務員宣誓等的《修改〈澳門公共行政工作人員通則〉及相關法規》法案於澳門立法會全票一般性通過。行政法務司司長張永春稱，今次還是一次「兜底」修法，至此公職法全面、大範圍修改工作基本完成[55]。包含完善官員問責機制內容的《修改〈第十五/二○○九號法律《領導及主管人員通則的基本規定〉》法案亦在立法會獲全票一般性通過。行政法務司司長張永春稱，建議後的四級問責更有效[56]。對於現行政府就公務員的病假紙只認醫院或衛生中心醫生發出的。行政法務司司長張永春在回應開放接納其他私家醫生的訴求時稱，當局對此持開放態度，可在後續小組會審議時討論，並聽取醫療管理部門意見[57]。
- 政府於17日公布回歸紀念日免費乘搭輕軌，相隔一天後澳門輕軌股份有限公司和交通事務局聯合宣佈氹仔線媽閣站至運動場站列車服務停運，排角站至氹仔碼頭站之間維持有限度列車服務，兩巴將加密輕軌沿線站點的班次；多區道路停車位被禁使用，自動販賣機「暫停運作」，巴士站候車亭顯示屏「維護保養中」，未能確定是否與習近平總書記視察澳門有關[58]。
- 慶祝澳門特別行政區成立25周年煙花表演於12月25日晚上9時上演，時長15分鐘[59]。

## 12月18日
- 中共中央總書記習近平乘坐專機抵達澳門展開任內第三次的視察澳門行程，期間出席慶祝澳門回歸祖國25周年大會暨澳門特別行政區第六屆政府就職典禮[60]。
- 中共中央總書記習近平抵澳後於澳門國際機場發表簡短講話，指25年來具有澳門特色的“一國兩制”實踐取得了舉世公認的成功，展現出勃勃生機和獨特魅力，並強調澳門是祖國的掌上明珠，一直惦念着這裏的發展和全體居民的福祉[61]。
- 中共中央總書記習近平隨後會見澳門第五屆政府行政長官賀一誠，表示在擔任該職位期間團結澳門社會各界，全面準確、堅定不移貫徹“一國兩制”方針，堅決維護國家主權、安全、發展利益，戰勝疫情嚴重衝擊挑戰，努力推進經濟適度多元發展，各項事業取得新進展，鞏固發展了繁榮穩定的良好局面[62]。

## 12月19日
- 中共中央總書記習近平展開任內第三次的視察澳門行程第二天，先到澳門科技大學考察，同學校師生和科研工作者親切交流[63]。隨後轉到橫琴粵澳深度合作區考察，參觀“琴澳和鳴——橫琴粵澳深度合作區建設主題展”。習近平表示，橫琴粵澳深度合作區成立3年多來，各項工作取得了積極進展，琴澳一體化水平逐步提升，對澳門經濟適度多元發展的支撐作用日益彰顯。實踐證明，中央決定開發橫琴、建設合作區的決策是完全正確的[64]。
- 中共中央總書記習近平下午在澳門會見了全國政協副主席何厚鏵和澳門特別行政區第三屆及第四屆政府行政長官崔世安[65]。隨後會見澳門特別行政區行政、立法、司法機構負責人[66]；社會各界代表[67]。
- 習近平夫人彭麗媛於當天上午由第五屆澳門政府行政長官賀一誠夫人鄭素貞陪同下，來到澳門博物館參觀。深入瞭解澳門的歷史變遷和中西交融的建築、行業、文化生活等情况，同當地瓷磚畫製作、木雕等非遺傳承人親切交流[68]。
- 澳門特別行政區政府於晚上在澳門東亞運動會體育館設宴歡迎習近平伉儷及中央黨政機關代表團蒞臨澳門[69]。隨後出席慶祝澳門回歸祖國25周年文藝晚會[70]。

## 12月20日
- 澳門特別行政區成立二十五周年紀念當天，澳門特區政府於金蓮花廣場舉行升旗儀式慶祝回歸祖國25周年；當天上午更舉行慶祝澳門回歸祖國25周年大會暨澳門特別行政區第六屆政府就職典禮，第六任行政長官岑浩輝、澳門特別行政區主要官員及澳門特別行政區行政會委員分別宣誓就職；中共中央總書記、國家主席習近平發表了重要講話，指具有澳門特色“一國兩制”實踐獲巨大成功；一要堅守“一國”之本、善用“兩制”之利，並對澳門特別行政區政府提出4點希望：一是著力推動經濟適度多元發展，二是著力提升特別行政區治理效能，三是著力打造更高水平對外開放平台，四是著力維護社會祥和穩定。新上任的第六任行政長官岑浩輝在致辭時表示深感責任重大、使命光榮，將秉持“奮發同行、持正革新”的施政理念，勠力同心、守正創新，全面準確、堅定不移貫徹“一國兩制”方針，堅定維護憲法和基本法確立的特別行政區憲制秩序，堅決維護國家主權、安全、發展利益，堅定落實“愛國者治澳”原則，不斷開創具有澳門特色的“一國兩制”實踐新局面[71]。
- 第六屆澳門特別行政區行政會召開首次會議，由新任行政長官岑浩輝主持，行政會全體委員出席。行政長官和行政會委員就認真學習、深刻領會習近平視察澳門的重要講話精神交流了學習體會[72]。
- 第六任行政長官岑浩輝於回歸酒會上提出，新一屆政府將會保持清正廉明，把澳門居民的柴米油鹽時刻放在心上，慎用手中的權力，真正做造福人民的清官、廉官、好官。新一屆管治團隊衷心感謝習近平和中央政府的充分信任，定會牢記誓言，履職盡責，不辱使命，全面貫徹落實習近平提出的四點希望[73]。

## 12月21日
- 澳門特別行政區政府舉行“澳門社會各界學習宣傳貫徹習近平主席視察澳門重要講話精神座談會”，合共650人包括社會人士、中央駐澳機構等人員出席。澳門特別行政區第六屆政府行政長官岑浩輝表示，在新的發展起點上，新一屆政府將團結帶領社會各界在“一國兩制”成功實踐的寶貴經驗基礎上，以習近平主席視察澳門重要講話精神為重要遵循和指引，搶抓機遇、銳意改革、擔當作為，更好發揮“一國兩制”制度優勢，不斷開創“一國兩制”事業高質量發展新局面[74]。
- 利斯大廈外牆於12月20日晚上發生輕微火警，消防列場將火救熄，由於該幢建築屬於被評定的不動產“議事亭前地”建築群之一部分，現由澳門旅遊局管理使用，經與澳門文化局已作初步協調，將以原樣式原顏色修復受損燻黑的部分牆身。即日起，相關裝置將暫停亮燈[75]。
  - “冬至”當天截至24時全澳各口岸錄得超過61.5萬人次出入境，當中入境旅客達11萬多人次[76]。
- 澳門特別行政區第六屆政府舉行首次政務會議，討論並確定了行政長官與各司長商議特區政府2025年度施政要點的時間表、行政長官與各範疇局級官員召開傳達落實習近平主席訪問澳門期間系列講話精神以及公共行政工作會議等事宜[77]。

## 12月22日
- 作為首個都更、唯一一個夾心房屋項目─祐漢第八街公共房屋項目於12月26日開展項目的周邊管線遷移及土質改良工程[78]。
- 涉及影響燈塔（世遺）景觀的東望洋斜巷「超高樓」復工後，在頂樓增建梯屋，又引起關注。文化局回覆澳門立法會議員書面質詢時表示，世界遺產中心知悉並掌握東望洋超高樓項目的情況[79]。

## 12月23日
- 慕拉士大馬路發生嚴重車禍，一輛私家車行駛中猛撞向前方一輛大巴的尾部，私家車車頭嚴重損毀並著火，火勢一度非常猛烈，消防員接報到場將火救熄，並將重傷昏迷的57歲私家車女司機送院救治，最終延至晚上搶救無效不治[80]。
- 路環黑沙龍爪角海岸徑作為澳門的觀星勝地，但近日該處出現了新安裝的照明系統。有市民坦言，政府應否為觀星的市民保留少有的空間；若是基於公共安全，又能否取得平衡[81]。

## 12月24日
- 行政長官岑浩輝率領特區政府代表團前往廣州，與廣東省委書記黃坤明，省委副書記、省長王偉中會面，雙方均認同須貫徹落實國家主席習近平視察澳門的重要講話精神，持續深化粵澳合作，為澳門加快推進經濟適度多元發展不斷注入動力[82]。
- 天主教澳門教區主教李斌生發表聖誕文告，提出額外地關注及重視學童與年青人對生命價值的認同，以及其精神健康上的需要；特別地關懷身邊長者教友的健康及生活，且對於患病者和處於特別困難境況的人，應給予全面性的接納及關注；努力向青少年們伸出援手，以新的熱情表達對青少年學生這新興一代的關懷和愛護[83]。
- 12月23日下午慕拉士大馬路的嚴重車禍，保安司司長辦公室證實死者為該辦公室主任張玉英，隨後多個保安司範疇部門及保安司司長對張玉英離世表示哀悼[84]。
- 慕拉士大馬路八達新邨一高層單位昨午發生火警，火勢一度非常猛烈，大量黑煙和火舌從起火單位冒出，消防員接報到場升起雲梯射水灌救，約十多分鐘基本將火撲滅。期間約有六十名住客疏散到街外，有五人吸入濃煙不適送院，沒有大礙。消防初步懷疑火警由單位內的拖板電線短路引致[85]。
- 何賢紳士大馬路發生致命車禍，一輛重型電單車失控撞圍欄，年約30歲的男司機頭部重創，送院搶救後證實不治[86]。

## 12月25日
- 筷子基寶翠大廈日前發生高空擲菜刀事件，雖未有造成傷亡，但大廈居民對近日多次發生高空擲物而感到恐慌，又指報案後警方不作跟進調查，於是向TVB翡翠台節目《東張西望》反映事件。節目播出後治安警察局作出澄清指當日接報後派員到場調查搜證，隨後拘捕一名40多歲本地男子，承認因情緒問題將一把刀具拋出窗外，警方將依法作出處理[87]。
- “慶祝澳門特別行政區成立25周年煙花表演”於該晚9時上演，在傳承弘揚愛國愛澳的主旋律及浪漫溫馨的音樂中，繽紛閃爍的煙花在鐳射效果的襯托下，從澳門旅遊塔對出海面升起，圍繞5個主題在夜空中盛放，帶來“澳門，你好！”、“赤子之心 情伴復興”、“濠鏡澳畔 煥彩新程”、“聖誕華彩 澳門風情”及“誕夜花火 與澳同行”[88]。
- 中國人民銀行公佈截至2024年11月下旬粵澳之間跨境人民幣結算量近2萬億元[89]。

## 12月26日
- 澳門特別行政區第六屆政府行政長官及主要官員首日履新。其中行政長官岑浩輝在社會文化司司長柯嵐、運輸工務司司長譚偉文及警察總局局長梁文昌等陪同下，視察了“澳門戶外表演區”，並通過檢視演練及聽取工作匯報，了解12月28日舉行預熱音樂會的籌備情況及人流疏導措施。他指示大型演出活動協調小組、演唱會主辦方和承辦單位做好各環節工作，確保活動安全、有序地順利完成，令參與的市民和遊客留下良好印象[90]。
- 行政法務司完成對膠貼紙街名牌內部調查報告，披露市政署人員早於事件曝光前三個月就已發現問題，總結部門有工程驗收不嚴謹、內部通報不暢順和後續處理不當等內部管理失當的問題，直指相關領導及主管需就事件及負面影響負責，需被開展紀律程序。當局更率先安排各負責人「調職」處理[91]。
- 《澳門特別行政區公報》刊出行政長官批示，委任澳門立法會選舉管理委員會主席及委員[92]。另批示市政署市政管理委員會主席及副主席任命[93]。
- 澳門特別行政區第六屆政府首個正式工作日，澳門人民力量代表到澳門特別行政區政府總部遞信，促請當局改革外僱制度以保障本地人就業，以及監管社團資助遏止謀利歪風[94]。

## 12月27日
- 五名澳門居民墮高薪荀工騙局，被誘騙至東南亞國家及台灣參與電騙等犯罪活動，當中包括一名16歲男學生，部分事主被當地警方拘捕，其中一人識破騙局而未上當。司警發出警情通報提醒市民，切勿輕信網絡或陌生人招聘訊息，亦勿心存僥倖，因小利鋌而走險觸犯法律[95]。
- 統計暨普查局資料顯示，2024年9月至11月總體失業率（1.7%）及本地居民失業率（2.3%）均與上一期（8月至10月）數字相同；就業不足率則上升0.3個百分點至1.5%[96]。
- 澳門工會聯合總會與澳門經濟學會展開“二零二四年各業職工工作現狀調查”，調查結果顯示，近七成受訪者的工資保持不變，但也有近一成的受訪者收入減少；整體工作滿意度平均得分為六點一九；與二零二三年的調查相比，此次調查顯示受訪者對於工作的憂慮程度略有減輕，下降了四個百分點，但仍有五成二受訪者對當前的工作環境持有憂慮[97]。

## 12月28日
- 一天內發生二宗交通意外並於一周內發生第三宗致命車禍，路環黑沙馬路上午發生嚴重交通意外，一輛電單車駛至賈梅士大馬路附近時與一輛重型貨車相撞，20多歲的本地電單車男司機重傷昏迷，送院搶救後證實不治[98]。晚上兩部的士於路氹連貫公路近澳門倫敦人對開發生追尾，兩部的士合共四名乘客受傷送院，包括三名三十多歲男子及一名十多歲女童中國大陸居民[99]。
- “澳門戶外表演區預熱音樂會”於晚上舉行，文化局公佈共吸引約1.1萬名觀眾進場觀看[100]。散場方面大致暢順，現場提供兩條免費接駁巴士前往關閘及中區；澳門輕軌取消原定的單向列車安排，改為從東亞運站、路氹東站入閘免費乘車，期間東亞運站一度實施人流管制，有居住氹仔的觀眾不滿應增設免費接駁巴士前往氹仔市區[101]。

## 12月29日
- 國務委員、全國婦聯主席諶貽琴與行政長官岑浩輝會面，雙方就澳門社會經濟民生、婦女事務的發展等議題進行交流[102]。

## 12月30日
- 2025年澳門立法會選舉管理委員會舉行就職儀式，選管會主席盛銳敏在儀式後向傳媒表示，感謝特首對他們的信任，委任其擔任選管會成員。前期工作包括會先回顧及檢視上一屆立會選舉情況，了解當中有否工作需要關注及改善的地方，務求做好下一屆選舉工作[103]。新修改的《立法會選舉法》規定，五年內曾依法被判斷為不擁護《基本法》或不效忠中國澳門特區的候選人之提名不被接納。選管會主席盛銳敏表明，這適用處理2021年澳門立法會選舉被取消資格（俗稱「DQ」）的人士[104]。
- 教育及青年發展局預計2025及26學年全澳約有4,000名適齡入讀幼童入讀K1，強調學額充足，並且會協調各校，應對和減少出生率下降對學校所造成的影響[105]。

## 12月31日
- 澳門特別行政區第六屆政府行政長官岑浩輝發表上任後首份元旦賀辭，提到2025年是第六屆政府的開局之年。深入學習貫徹習近平主席系列包括視察澳門期間的重要講話精神和二十屆三中全會精神，更好發揮“一國兩制”制度優勢，以改革創新的精神主動作為，勇擔新使命，譜寫新篇章[106]。
- 地球物理氣象局回顧2024年澳門總體天氣，其中高溫天氣、熱帶氣旋及暴雨事件都出現破紀錄情況[107]。
- 來自澳門的國立臺灣師範大學生命科學系碩士班學生梁頴儀，於澳門望廈山市政公園發現新的水熊蟲物種，命名為「寶石棘影熊蟲」，研究成果已發表於國際期刊。梁頴儀表示，這一發現不僅是個人成就，希望這項研究能激勵更多學生和學者，投入微觀生物學領域，探索未知的生物世界，相信會有更多驚喜等待發現[108]。